# シルヴァーロックス
シルヴァーロックス (Silverlocks) は、18世紀前半に活躍したイギリスの競走馬、繁殖牝馬である。全姉にロクサナ（Roxana。異説あり）がいる。

## 経歴
ほぼ間違いなく月毛であったと考えられている。最初はボニーダンディー (Bonny Dundee) という名で走り、コークの手に渡った1731年以降はシルヴァーロックスの名で走った。「遅いが非常に強い」と有名で、1730年から1733年にかけおおよそ6勝を挙げている。
以後は第2代ゴドルフィン伯フランシス・ゴドルフィンのもとで繁殖牝馬として供用され、産駒8頭が記録に残る。おもな仔はシルヴァーテイル (Silvertail) 、バフコート (Buffcoat) 、この他孫にブリリアント (Brilliant) という著名な競走馬がいる。牝系子孫は現存しない。ただし、アメリカンファミリーのA19の始祖、ジョニーディスマル (Jenny Dismal) の母は、シルヴァーロックスの仔ゴドルフィンホワイトフット (Godolphin Whitefoot) とする説も有力である。

## 血統表
| シルヴァーロックスの血統（セントヴィクターズバルブ系） | シルヴァーロックスの血統（セントヴィクターズバルブ系） | シルヴァーロックスの血統（セントヴィクターズバルブ系） | （血統表の出典）        | （血統表の出典） |
| 父 Bald Galloway 1705年 芦毛                           | 父の父St. Victor's Barb 芦毛                           | 不明                                                   | 不明                    | 不明             |
| 父 Bald Galloway 1705年 芦毛                           | 父の父St. Victor's Barb 芦毛                           | 不明                                                   | 不明                    |                  |
| 父 Bald Galloway 1705年 芦毛                           | 父の父St. Victor's Barb 芦毛                           | 不明                                                   | 不明                    | 不明             |
| 父 Bald Galloway 1705年 芦毛                           | 父の父St. Victor's Barb 芦毛                           | 不明                                                   | 不明                    |                  |
| 父 Bald Galloway 1705年 芦毛                           | 父の母Grey Whynot 芦毛                                 | Whynot 鹿毛                                            | Fenwick Barb            | Fenwick Barb     |
| 父 Bald Galloway 1705年 芦毛                           | 父の母Grey Whynot 芦毛                                 | Whynot 鹿毛                                            | 不明                    |                  |
| 父 Bald Galloway 1705年 芦毛                           | 父の母Grey Whynot 芦毛                                 | Royal Mare 芦毛                                        | 不明                    | 不明             |
| 父 Bald Galloway 1705年 芦毛                           | 父の母Grey Whynot 芦毛                                 | Royal Mare 芦毛                                        | 不明                    |                  |
| 母 Akaster Turk Mare                                   | 母の父Akaster Turk 芦毛                                | 不明                                                   | 不明                    | 不明             |
| 母 Akaster Turk Mare                                   | 母の父Akaster Turk 芦毛                                | 不明                                                   | 不明                    |                  |
| 母 Akaster Turk Mare                                   | 母の父Akaster Turk 芦毛                                | 不明                                                   | 不明                    | 不明             |
| 母 Akaster Turk Mare                                   | 母の父Akaster Turk 芦毛                                | 不明                                                   | 不明                    |                  |
| 母 Akaster Turk Mare                                   | 母の母Cream Cheeks 月毛？ （F6-a）                     | Leedes Arabian 青毛                                    | 不明                    | 不明             |
| 母 Akaster Turk Mare                                   | 母の母Cream Cheeks 月毛？ （F6-a）                     | Leedes Arabian 青毛                                    | 不明                    |                  |
| 母 Akaster Turk Mare                                   | 母の母Cream Cheeks 月毛？ （F6-a）                     | Spanker Mare 1690年 芦毛                               | Spanker                 | Spanker          |
| 母 Akaster Turk Mare                                   | 母の母Cream Cheeks 月毛？ （F6-a）                     | Spanker Mare 1690年 芦毛                               | Old Morocco Mare F-No.6 |                  |